# Parfait Guiagon
Parfait Guiagon, né le 22 février 2001 à Logoualé en Côte d'Ivoire, est un footballeur ivoirien qui joue au poste d'ailier gauche au Charleroi SC.

## Biographie

### En club
Né en Côte d'Ivoire, Parfait Guiagon est formé par le club local de l'Africa Sports, avec lequel il est élu meilleur espoir du championnat lors de la saison 2016-2017. Il fait des essais à l'AS Monaco et au FC Barcelone, ainsi qu'avec le Club Bruges KV, où il signe un précontrat, mais il rejoint finalement l'Israël le 31 août 2019 afin de s'engager avec le Maccabi Tel-Aviv. Il joue son premier match pour le club le 20 juin 2020 contre l'Hapoël Tel-Aviv FC. Il entre en jeu et son équipe s'impose par deux buts à zéro.
Le 31 août 2021, Parfait Guiagon est prêté au Maccabi Netanya pour une saison. Il inscrit son premier but pour le club le 2 octobre 2021, lors d'une rencontre de championnat face au Bnei Sakhnin FC. Titulaire ce jour-là, il participe à la victoire de son équipe par trois buts à un.
Guiagon fait son retour au Maccabi Tel-Aviv à l'été 2022, prolongeant même avec le club le 28 juin 2022. Il est alors lié au Maccabi Tel-Aviv jusqu'en juin 2025.
Le 29 août 2023, Parfait Guiagon signe au Charleroi SC pour un contrat de trois saisons, soit jusqu'en juin 2026, avec une saison supplémentaire en option.
Il marque son premier but pour Charleroi dès son deuxième match avec les Zèbres, le 16 septembre 2023, contre le Club Bruges KV, en championnat. Titulaire, il ouvre le score mais voit son équipe être battue par quatre buts à deux.